# Павлово (Великоустюзький район)
Па́влово (рос. Павлово) — присілок у складі Великоустюзького району Вологодської області, Росія. Входить до складу Орловського сільського поселення.

## Населення
Населення — 6 осіб (2010; 3 у 2002).
Національний склад (станом на 2002 рік):
- росіяни — 100 %